# Newcastle Port Corporation
Newcastle Port Corporation är ett australiskt företag ägt av Government of New South Wales som sköter hamnen och andra marina aktiviteter i hamnen i Newcastle, New South Wales.